# 曹甸镇
曹甸镇，是中华人民共和国江苏省扬州市宝应县下辖的一个乡镇级行政单位。该镇位于县境北部里下河地区，为著名繁荣古镇，历史上号称“小南京”。特产小粉饺、慈姑、豆腐羹。
曹甸镇原属淮安，1949年以后划归宝应县。
1940年底，新四军陈毅部1万余人发动进攻国军的曹甸战役，激战18天，共军声称以伤亡2000人的代价，消灭国军8000余人；另一方面，国军声称“毙匪七千余人，是役我阵亡官佐11人，士兵508名，负伤官佐15员，士兵595名”。
今日曹甸镇以生产文体教玩具著称。

## 行政区划
曹甸镇下辖以下地区：
曹甸社区、下舍社区、曹甸村、曹南村、溪北村、茆舍村、金吾村、李沟村、康庄村、屈舍村、舍新村、下舍村、官河村、夏庄村、甄庄村、梁沙村、三元村、新南村、郝舍村、崔堡村、周管村、陆庄村、黄家村和古塔村。